# Fernand Schammel
Fernand Schammel (* 30. März 1923 in Luxemburg; † 17. Mai 1961 ebenda) war ein luxemburgischer Fußballspieler. Er nahm an den Olympischen Sommerspielen 1948 teil.

## Karriere
Schammel spielte auf Vereinsebene mindestens von 1945 bis 1950 bei Union Luxemburg. Mit dem Hauptstadtklub gewann er 1947 die Coupe de Luxembourg.
Zwischen 1946 und 1949 absolvierte Schammel zwölf Länderspiele für die luxemburgische Nationalmannschaft, in denen er drei Tore erzielte. Sein erstes Spiel bestritt er am 5. Mai 1946 im Freundschaftsspiel gegen die Belgien, das mit einer 1:5-Niederlage der Luxemburger endete.
Bei den Olympischen Spielen 1948 in London stand er im luxemburgischen Aufgebot für das Fußballturnier. Dort erzielte er beim 6:0 gegen Afghanistan und bei der 1:6-Niederlage gegen Jugoslawien jeweils ein Tor.
Seinen letzten Einsatz für die Nationalmannschaft hatte er am 6. November 1949 bei der 2:3-Niederlage ebenfalls gegen Belgien.

## Erfolge
- Luxemburgischer Pokalsieger: 1947